# Axutla
Axutla är en kommun i Mexiko.   Den ligger i delstaten Puebla, i den sydöstra delen av landet, 160 km sydost om huvudstaden Mexico City.
Följande samhällen finns i Axutla:
- Tlaxixinca